# Сала-Кушкет
Сала-Кушкет  — деревня в Балтасинском районе Татарстана. Входит в состав Среднекушкетского сельского поселения.

## География
Находится в северо-западной части Татарстана на расстоянии приблизительно 10 км на север по прямой от районного центра поселка Балтаси у речки Кушкет.

## История
Основана на позднее начала XVIII века, упоминалась также как Киселёво.

## Население
Постоянных жителей было: в 1746 году — 42, в 1763 — 62, в 1795 — 91, в 1850—165, в 1859—195, в 1884—159, в 1897—199, в 1905—210, в 1910—240, в 1920—291, в 1926—277, в 1938—317, в 1949—254, в 1958—199, в 1970—196, в 1979—201, в 1989—162, в 2002 году 192 (удмурты 94 %), в 2010 году 184.